# Balclutha grandis
Balclutha grandis är en insektsart som beskrevs av Osamu Namba 1956. Balclutha grandis ingår i släktet Balclutha och familjen dvärgstritar. Inga underarter finns listade i Catalogue of Life.